# Eugenie Grosup
Eugenie Grosup (Viena, 22 de enero de 1911-Delhi, 8 de diciembre de 1946), conocida también como Tara Devi, fue una actriz y bailarina checa. Se convirtió en la sexta esposa del maharajá Jagatjit Singh de Kapurthala, India, en 1942. Se habían conocido varios años antes en Viena, donde ella interpretó a Anitra en el drama Peer Gynt de Henrik Ibsen en el Burgtheater.
La pareja se separó en 1945, y posteriormente, planes para permitirle el paso a Estados Unidos fracasaron. El 8 de diciembre de 1946, murió al caer del minarete Qutab Minar, en Delhi.

## Primeros años de vida
Nació en Munzwardeingasse, Viena, hija de la actriz Maria Eleanora Grosup (1889-1945). Era conocida como Nina. Los registros de bautismo de la Iglesia católica vienesa de 1918 documentan su fecha de nacimiento como el 22 de enero de 1911 y la describen como una mujer ilegítima. Los Archivos Nacionales de la India tienen un documento de registro con su nombre mal escrito como 'Engenie' y registra su año de nacimiento como 1914. La Embajada de la República Checa en Nueva Delhi nombra a su padre como el conde húngaro Karatsonyi. Su tutor era Leon Pistol.
En 1935, fue seleccionada para interpretar a Anitra en el drama Peer Gynt de Henrik Ibsen en el Burgtheater de Viena. Según Pistol, fue en una de sus actuaciones cuando el maharajá Jagatjit Singh la vio por primera vez.

## Vida posterior
Livia Sambuy, en su biografía de la hija del maharajá, Amrit Kaur, escribe que los Group, incluida la abuela, abandonaron Praga en 1937. En mayo de 1939, 'Eugenie Grosup', de 28 años, su madre 'Maria Grosup' y el maharajá, de 66 años, aparecen nombrados en la lista de pasajeros del Tatsuta Maru que viajó de Yokohama, Japón, a San Francisco, Estados Unidos.
En la India, los Group residían en las habitaciones de mujeres del palacio de Kapurthala. El nieto del maharajá, el brigadier Sukkhjit Singh, señala en la biografía de su abuelo, Prince, Patron and Patriarch (2019), que le pidió a Grosup que se casara con él después de que ella recibió un aviso de deportación para abandonar la India y regresar a la Europa ocupada por los nazis. Su madre la convenció para que aceptara el matrimonio y en 1942 Eugenie Grosup se casó con el maharajá de Mussoorie. Posteriormente fue conocida como Tara Devi de Kapurthala. Según Sambuy, estaba lejos de gozar del favor de los británicos en la India, o de la casa del maharajá; la veían como una plebeya. Tanto su abuela como su madre murieron repentinamente durante un viaje a Mussoorie en 1945. Allí, Devi se convenció de que habían sido envenenadas y sufrió una crisis nerviosa. Según Sukkhjit Singh, ya había estado experimentando ataques recurrentes de depresión, empeorados por las noticias llegadas de Europa sobre familiares y amigos en campos de concentración. Posteriormente, la pareja se separó y ella se mudó a un hotel en Delhi. Los planes para permitirle el paso a sus amigos austriacos en Estados Unidos fracasaron, ya que las autoridades británicas le negaron el pasaporte.

## Muerte

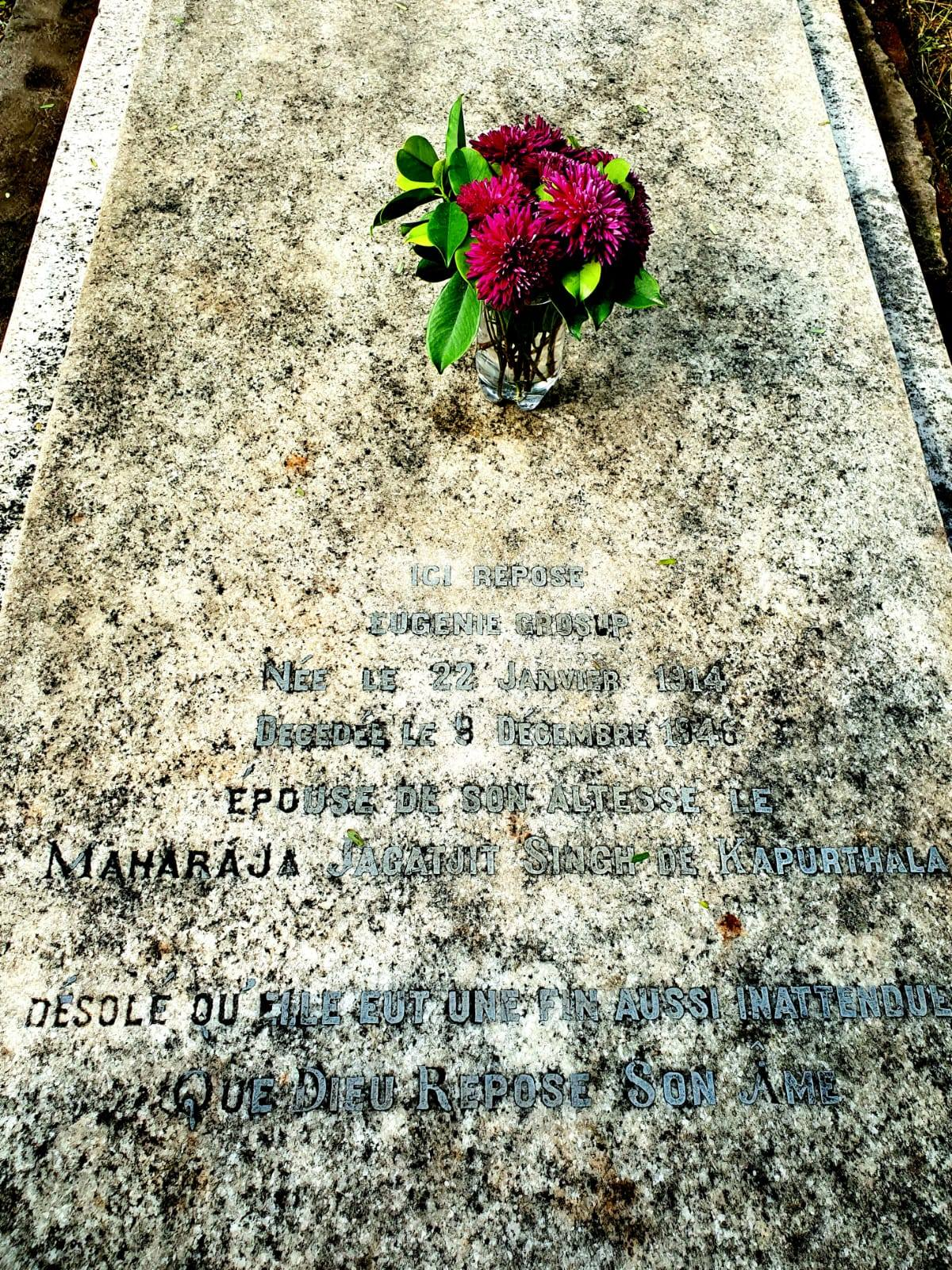
Tumba en el cementerio Nicholson, Nueva Delhi.

El 8 de diciembre de 1946 abandonó el hotel Maidens, donde residía, y fue conducida al minarete Qutab Minar, desde donde cayó y murió, junto con sus dos perros pomerania. Los periódicos de la época informaron que su muerte ocurrió el 9 de diciembre, que las escuelas, colegios y oficinas estatales en Kapurthal cerraron como muestra de respeto a su memoria y que se llevaría a cabo una investigación sobre su muerte. Pistol, que entonces vivía en Nueva York, sospechaba de «juego sucio» y le dijo a la prensa que las cartas que le envió Devi «hablaban de un miedo constante a la muerte y que ella planeaba venir a los Estados Unidos». Está enterrada en el cementerio Nicholson, Nueva Delhi.